# Dimitri Abold
Dimitri Abold (* 1995 in Spanish Town, Saint Catherine, Jamaika) ist ein deutscher Schauspieler.

## Leben
Dimitri Abold kam im Alter von drei Jahren nach Deutschland, wo die Familie sich in München niederließ. Er wuchs in München auf, besuchte die Munich International School in Starnberg und spielte als Jugendlicher viele Jahre Basketball und Football.
Von 2013 bis Mai 2017 absolvierte er an der Tisch School of the Arts der New York University sein vierjähriges Schauspielstudium mit dem Schwerpunkt „Drama“, wo er Unterricht am Meisner Studio und in den Stonestreet Studios hatte. Zu seinen Schauspiellehrern gehörten Ted Sluberski, Andy Roth und David Cady. Während seines Studiums trat er in Inszenierungen von Aaron Sorkins A Few Good Men, Will Enos Middletown und in dem von Mona Mansour geschriebenen Stück The Massesmit auf. Nach etwa fünf Jahren in New York City kam Abold in seine Heimatstadt München zurück.
Nach seiner Rückkehr spielte er zunächst in Kurz- und Werbefilmen mit. Sein TV-Debüt hatte er im Münchner Polizeiruf 110: Die Lüge, die wir Zukunft nennen (Erstausstrahlung: Dezember 2019), in dem er den geschiedenen Oumar Rast verkörperte, ein Mitglied des Ermittlerteams um Polizeioberkommissarin Elisabeth Eyckhoff, der, um sich etwas dazu zu verdienen, verbotenerweise nebenbei noch für einen Escort-Service arbeitet.
In der Spielzeit 2019/20 trat Abold an der Komödie im Bayerischen Hof in München in der Komödie Wer hat Angst vorm weißen Mann von Dominique Lorenz (Regie: René Heinersdorff) auf. In der 5. Staffel der TV-Serie Die Kanzlei (2022) übernahm er eine Episodenrolle als junger Web-Designer Kodjo Akizikiwe, der annimmt, bei seiner Bewerbung wegen seiner Hautfarbe diskriminiert worden zu sein. In der 3. Staffel der TV-Serie Watzmann ermittelt (2022) spielte er in einer Episodenhauptrolle den aus Ghana stammenden tatverdächtigen Bäckergesellen Alfons Nkruma. In der Fernsehserie Love Addicts (2022) gehörte er als sexsüchtiger und beziehungsunfähiger Barkeeper Ben zur Hauptbesetzung. In dem Märchenfilm Das Märchen von der Zauberflöte (2023) verkörperte er in einer der Hauptrollen des Films den Vogelfänger Papageno.
Abold ist auch als Theaterpädagoge und Schauspielcoach für Kinder und Jugendliche tätig. Mit Kindern im Alter zwischen 11 und 17 Jahren entwickelt er Theaterproduktionen, führt dabei Regie und leitet Schauspielworkshops. Er lebt in München.

## Filmografie (Auswahl)
- 2018: Bobby Braun (Kurzfilm)
- 2018: Feed Me Slowly (Kurzfilm)
- 2019: Polizeiruf 110: Die Lüge, die wir Zukunft nennen (Fernsehreihe)
- 2020: Die Inselärztin: Die Mutprobe (Fernsehreihe)
- 2020: Warrior Nun (Fernsehserie)
- 2020: Die Chefin: Portofino (Fernsehserie)
- 2021: Beckenrand Sheriff (Kinofilm)
- 2022: Die Kanzlei: Fehlfarben (Fernsehserie, eine Folge)
- 2022: Watzmann ermittelt: Fremde Heimat (Fernsehserie, eine Folge)
- 2022: Love Addicts (Fernsehserie)
- 2023: Die Tribute von Panem – The Ballad of Songbirds and Snakes (The Hunger Games: The Ballad of Songbirds and Snakes)
- 2023: Das Märchen von der Zauberflöte (Fernsehfilm)